# Championnats du monde de patinage de vitesse sur piste courte 2016
Navigation
Édition précédente Édition suivante
Les Championnats du monde de patinage de vitesse sur piste courte 2016 se déroulent à Séoul en Corée du Sud entre le 11 mars 2016 et le 13 mars 2016. L'évènement est géré par l'Union internationale de patinage.
Il y a douze épreuves au total : six pour les hommes et six pour les femmes. Les différentes distances sont le 500 mètres, le 1 000 mètres, le 1 500 mètres, le 3 000 mètres, le relais de 3 000 mètres (5 000 mètres pour les hommes) et un titre décerné au meilleur patineur sur l'ensemble des épreuves.

## Palmarès
| Épreuves        | Or                 | Argent             | Bronze             |
| --------------- | ------------------ | ------------------ | ------------------ |
| Hommes          |                    |                    |                    |
| 500 m           | Shaolin Sándor Liu | Wu Dajing          | Shaoang Liu        |
| 1 000 m         | Charles Hamelin    | Samuel Girard      | Wu Dajing          |
| 1 500 m         | Han Tianyu         | Shaoang Liu        | Park Se-yeong      |
| 3 000 m         | Han Tianyu         | Park Se-yeong      | Charles Hamelin    |
| 5 000 m relais  | Chine              | Canada             | Corée du Sud       |
| Toutes épreuves | Han Tianyu         | Charles Hamelin    | Shaolin Sándor Liu |
| Femmes          |                    |                    |                    |
| 500 m           | Fan Kexin          | Marianne St-Gelais | Qu Chunyu          |
| 1 000 m         | Choi Min-jeong     | Elise Christie     | Kasandra Bradette  |
| 1 500 m         | Marianne St-Gelais | Choi Min-jeong     | Elise Christie     |
| 3 000 m         | Suzanne Schulting  | Guo Yihan          | Elise Christie     |
| 3 000 m relais  | Corée du Sud       | Canada             | Russie             |
| Toutes épreuves | Choi Min-jeong     | Marianne St-Gelais | Elise Christie     |

## Tableau des médailles
| Rang | Nation       | Or | Argent | Bronze | Total |
| ---- | ------------ | -- | ------ | ------ | ----- |
| 1    | Chine        | 4  | 2      | 2      | 8     |
| 2    | Canada       | 2  | 4      | 2      | 8     |
| 3    | Corée du Sud | 2  | 2      | 2      | 6     |
| 4    | Hongrie      | 1  | 1      | 1      | 3     |
| 5    | Royaume-Uni  | 0  | 1      | 1      | 2     |
| 6    | Russie       | 0  | 0      | 1      | 1     |